# Corma
Corma là một chi bướm đêm thuộc họ Zygaenidae.

## Các loài
- Corma fragilis (Walker, 1862)